# John Landquist
John Landquist, född 3 december 1881 i Katarina församling, Stockholm, död 2 april 1974 i Danderyds församling, Stockholms län, var en svensk litteraturkritiker samt professor i pedagogik och psykologi vid Lunds universitet 1936–1946.
Landquist var under sitt liv mycket produktiv. Han gav exempelvis ut Strindbergs samlade skrifter i 55 band med kommentarer på över 1 300 sidor; han skrev flera biografier, bland annat över Erik Gustaf Geijer, Gustaf Fröding, Charles Darwin och Poul Bjerre; och bara för Aftonbladet skrev han uppemot femtusen artiklar.

## Biografi
John Landquist var son till kyrkoherde Axel Landquist, uppvuxen i Katarina församling, en av de fattigaste stadsdelarna i Stockholm tillsammans med sina syskon Daniel Landquist och Ellen Landquist.
Som student vid Uppsala universitet från 1899 läste han först litteraturhistoria för Henrik Schück men bytte till filosofi. Under studentåren var han medlem i den litterära studentkretsen Les quatre diables, dit också Sven Lidman, Sigurd Agrell och Harald Brising hörde. Han blev filosofie doktor 1908 med sin avhandling Viljan, där han introducerade den då inflytelserike franske tänkaren Henri Bergson och dennes intuitions- och viljefilosofi. Han fick dock aldrig någon karriär som filosof inom akademin utan började istället ägna sig åt litteraturkritik. Dock kom han att ge ut ett antal filosofiska böcker där han bland annat undersöker idé- och moralfilosofiska frågor kring tidsbegreppet, om livets egenart, om minnets roll för individen och folket, om originalitetens väsen etc.

### 1910-talet
Landquist tog 1910 parti för August Strindberg och gick emot bland andra Verner von Heidenstam och Fredrik Böök under den så kallade Strindbergsfejden. Denna positionering gjorde att han skapade sig ett namn i offentligheten som en radikal skribent. Efter Strindbergs död 1912, gav Landquist ut hans samlade skrifter (55 band, 1912–1920) med kommentarer.
Under åren 1911–1917 verkade han som litteraturkritiker i Dagens Nyheter, där han bland annat kom att propagera för den samhällsfokuserade författargrupp som kommit att kallas för tiotalisterna, med bland andra Ludvig ”Lubbe” Nordström, Sigfrid Siwertz, Marika Stiernstedt och Elin Wägner.
Landquist blev redan vid grundandet 1913 medlem av det litterära Samfundet De Nio och var från 1924 dess sekreterare. Som del av detta samfund utövade han under lång tid ett mäktigt inflytande på svenskt litteraturliv. 1916 gav han ut en monografi över Gustaf Fröding, där han var tidigt ute med att introducera freudiansk teoribildning i svensk litteraturvetenskap. Han skulle senare även översätta Sigmund Freud till svenska.
Landquist har anklagats för att han varit en "vänkritiker". Hans mycket nära vän ”Lubbe” Nordström recenserade han exempelvis över trettio gånger – alltid mycket positivt. Men den positiva särbehandlingen blev ibland för mycket. I ett brev 1926 från Lubbe Nordström till Landquist, som Lubbe kallade för ”Lankan”, skriver han: ”Vi äro gamla vänner och du har gjort vänkritik, inte sakkritik. Men jag vill inte ha vänkritik.”

### Elin Wägner

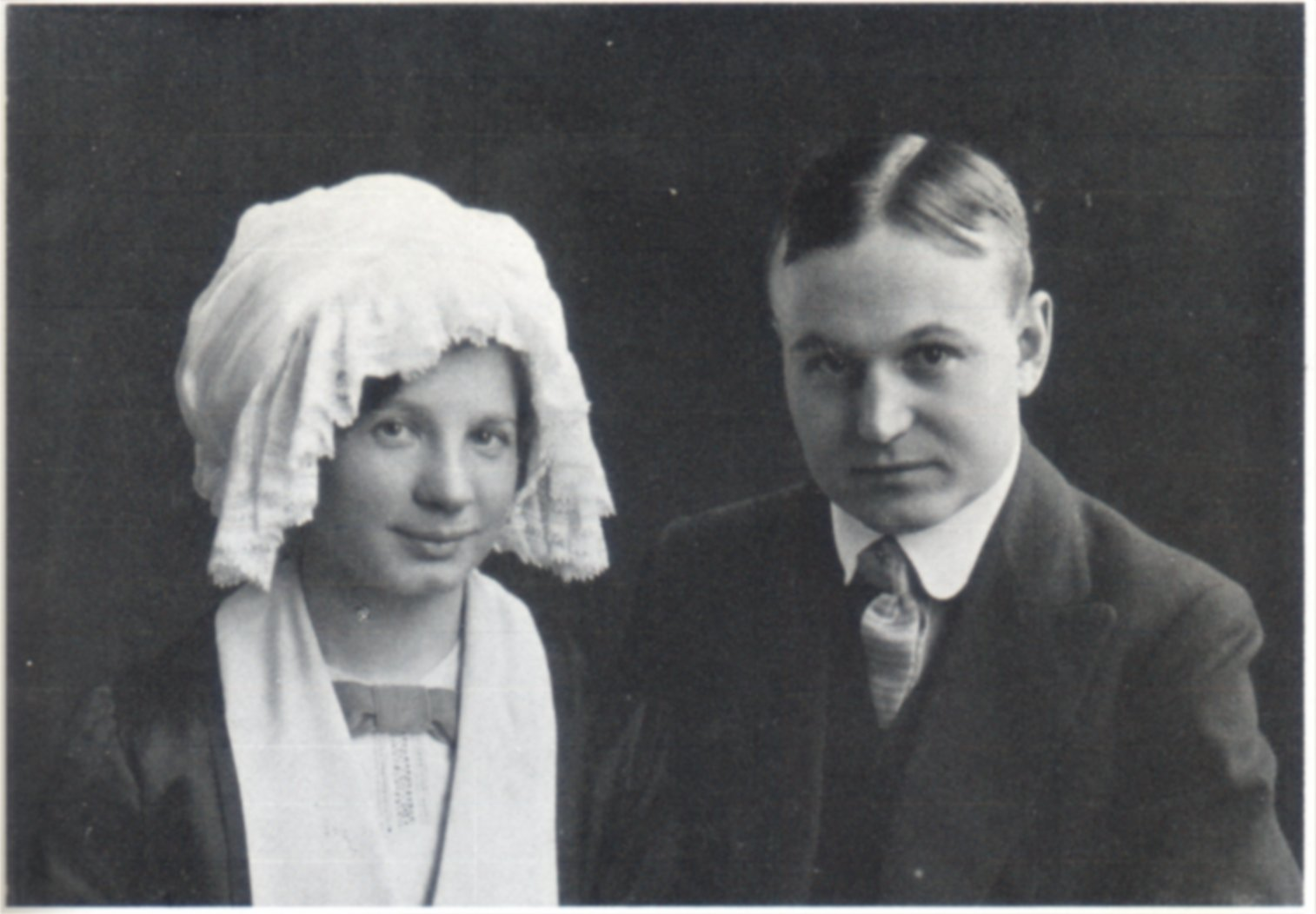
Elin Wägner och John Landquist gifte sig i november 1910.

År 1910 fyllde Gustaf Fröding femtio år och Elin Wägner, nu redaktionssekreterare på Idun, ville ha en artikel om honom. Hon hade tidigare träffat Landquist som skrivit en monografi om Fröding, och bad honom skriva en artikel. I augusti 1910 befann sig båda i konstnärskolonin Arild i närheten av Helsingborg och där verkar de två ha drabbats av en blixtförälskelse. I oktober förlovade de sig, gifte sig i november och flyttade ihop på Grev Turegatan i Stockholm.
Den äktenskapliga lyckan verkar dock ha varit på upphällningen redan 1913, för i ett brev har Wägner berättat att maken då tog upp frågan om skilsmässa. År 1916 firade de semester på varsitt håll. Förmodligen blev frågan om svenskt bistånd under det finska inbördeskriget ännu ett skäl till oenighet – Wägner var antimilitarist och deltog aktivt i kvinnorörelsen. I december 1917 fick Landquist sparken från Dagens Nyheter för sitt ställningstagande för Finland, och han undertecknade upprop för vapenhjälp.
Under sin studietid i Uppsala hade Landquist lärt känna konstvetaren Harald Brising, och både Wägner och Landquist hjälpte hans fru, Louise Brising, efter Harald Brisings bortgång 1918. Mellan honom och Louise Brising uppkom varmare känslor under 1919 eller 1920. Wägners bevarade dagbok från 1919 visar på återkommande gräl makarna emellan. Skilsmässan dröjde dock. I januari 1922 flyttade Wägner från det gemensamma hemmet på Nytorgsgatan i Stockholm. Efteråt hävdade de två att barnlösheten var en grundorsak till att förhållandet tog slut.

### 1920- till 1940-talet
År 1920 gav han ut sitt filosofiska huvudarbete Människokunskap: en studie över den historiska och den konstnärliga kunskapen, där han samlar många av de tankar som han har arbetat med från sin doktorsavhandling, via Filosofiska essayer (1906), Essayer (1913) och Det levande förflutna (1919). Från 1924 var han litteraturkritiker för Aftonbladet och från 1932 chef för tidningens politiska och kulturella avdelning. Landquist gifte sig 1925 med Louise Brising och 1938 med författaren och översättaren Solveig Landquist. 1936 utsågs han till professor i pedagogik och psykologi vid Lunds universitet, där han stannade fram till sin pensionering tio år senare, då han tillsammans med sin tredje fru flyttade tillbaka till Stockholm. Ungefär samtidigt, det vill säga 1946, skrev Landquist en mycket kritisk recension av Astrid Lindgrens Pippi Långstrump, vilket blev inledningen på den tidningsdebatt där insändarskribenter protesterade mot Lindgrens sätt att skriva barnböcker.

### Pronazism

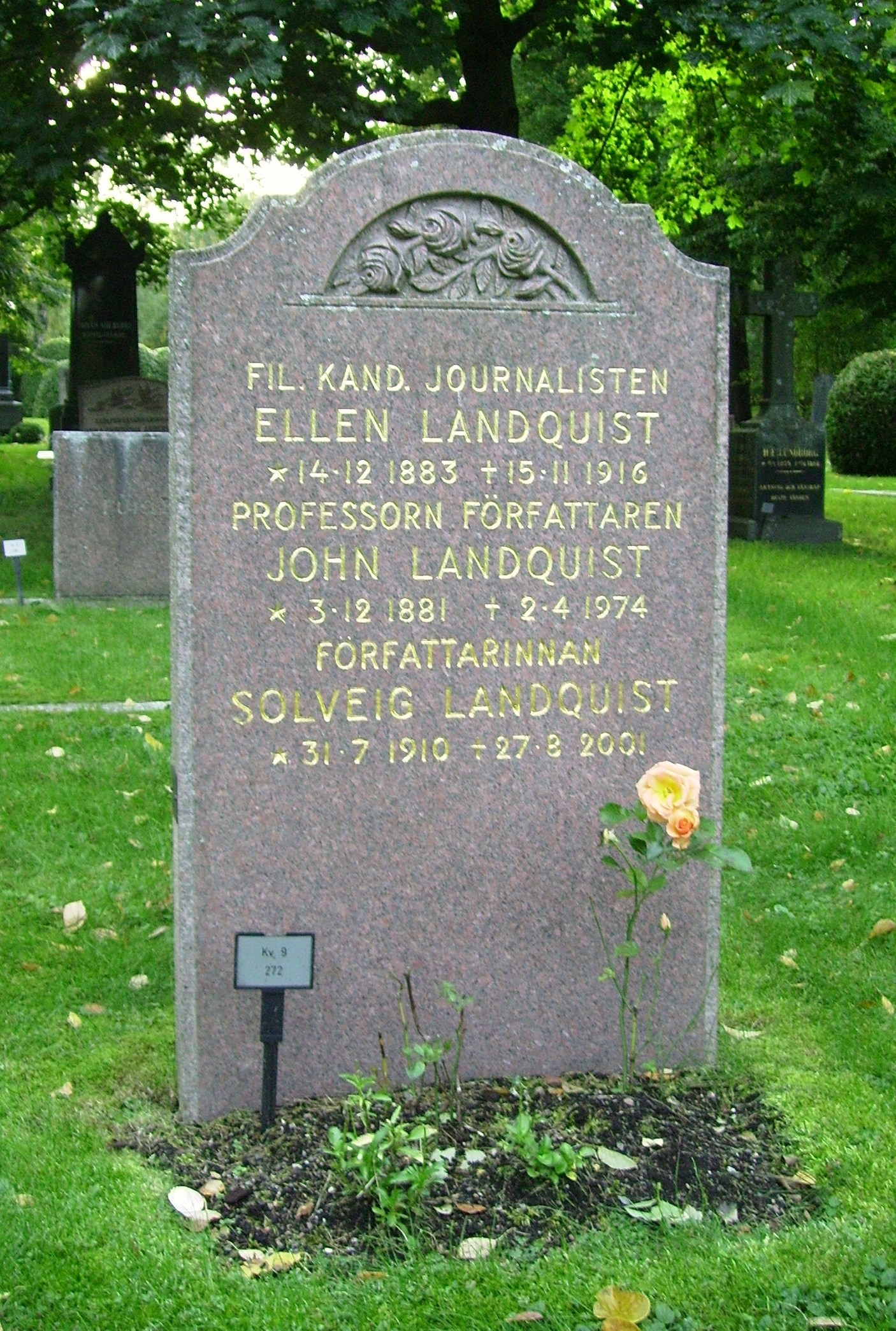
John Landquists gravvård på Norra begravningsplatsen i Solna kommun.

Från att Landquist profilerat sig som en vänsterliberal skribent kring 1910-talet, i och med Strindbergsfejden, kom han att bli en allt mer uttalad högerman under 1920-talet. 1929 var han medlem i rasideologiska och antisemitiska Gymniska förbundet och 1931 i radikalkonservativa Sveriges nationella förbund. Han var också en av stiftarna av den högerradikala Marsklubben.
År 1933 reste han som journalist till Tyskland, där han bland annat besökte koncentrationslägret Sachsen. Efteråt skrev han att fångarna såg friska ut och att kålsoppan som serverades ”var inte blott närande utan välsmakande”. Han skrev också att om 600 000 judar fick lida så kunde man inte samtidigt förneka att 60 miljoner tyskar fått det bättre.
År 1939 undertecknade han ett akademiskt pro-nazityskt upprop i Göteborgs-Posten mot Torgny Segerstedt, på grund av dennes kritiska skriverier mot Nazityskland. Landquist försvarade Anschluss och deklarerade, även efter inmarschen i Polen och andra världskrigets utbrott, att Tyskland var en fredssträvande nation. Han försvarade även transiteringen av Engelbrechtdivisionen genom Sverige till Finland från det ockuperade Norge. År 1952 publicerade Landquist en dödsruna över Sven Hedin i tidningen Fria Ord, som var organ för fascistiska Sveriges nationella förbund. Trots sitt engagemang för Nazityskland kunde han efter kriget fortsätta att verka i Samfundet De Nio, där han satt på stol nio fram till 1969, samt skriva för Aftonbladet ända fram till sin död 1974.

### Översättningar
- August Strindberg: En dåres försvarstal (Le plaidoyer d'un fou) (Bonnier, 1914)
- Sigmund Freud: Drömtydning (Bonniers, 1927)
- Bertrand Russell: Den mänskliga kunskapen: dess omfattning och gränser (Human knowledge: its scope and limits) (översatt tillsammans med Solveig Landquist) (Natur & Kultur, 1950)
- Sigmund Freud: Vardagslivets psykopatologi (Zur Psychopathologie des Alltagslebens) (översatt tillsammans med Solveig Landquist) (Forum, 1957)

## Priser och utmärkelser
- 1957 – Boklotteriets stipendiat
- 1961 – Svenska Akademiens stora pris
- 1971 – De Nios Stora Pris